# فرودگاه باتاگای
فرودگاه باتاگای (یاتا: BQJ، ایکائو: UEBB) یک فرودگاه عمومی است که در شهر باتاگای در جمهوری یاقوتستان روسیه قرار دارد و در ساحل رود یانا واقع شده‌است. این فرودگاه یک باند فرود از جنس آسفالت دارد.

## شرکت‌های هواپیمایی و مقصدهای پروازی
| شرکت‌های هواپیمایی | مقصدهای پروازی  |
| ----------------- | --------------- |
| پولار ایرلاینز    | فرودگاه یاکوتسک |